# Le Serment de Zorro
Pour plus de détails, voir Fiche technique et Distribution.
Le Serment de Zorro (El Zorro cabalga otra vez) est un film italo-espagnol réalisé par Ricardo Blasco en 1965.

## Synopsis
1847, Californie. Zorro tente de protéger le gouverneur de Santa Barbara de rebelles mexicains.

## Fiche technique
- Titre original : El Zorro cabalga otra vez
- Titre italien : Il giuramento di Zorro
- Titre français : Le Serment de Zorro
- Titre alternatif : Zorro, le chevalier fantôme ou Zorro est de retour[2]
- Titre anglais ou international : Behind the Mask of Zorro
- Réalisation : Ricardo Blasco
- Scénario : José Gallardo, Luis Lucas Ojeda, Daniel Ribera, Mario Amendola
- Dialogues : George Higgins III[3]
- Direction artistique : Tedy Villalba, Alfredo Monteri[3]
- Cadreur : Mario Vulpiani et Vitaliano Natalucci[3]
- Montage : Rosita Salgado
- Musique : Ángel Arteaga
- Maître d’armes : Aldo Cecconi[3]
- Production : Tullio Bruschi, Sergio Newman
- Société(s) de production : Duca, Duce Compagnia Film, Hispamer Films, Rodes Cinematografica
- Pays d’origine :  Espagne,  Italie
- Langue originale : espagnol
- Format : couleur — 35 mm — 2,35:1 — son Mono
- Genre : western spaghetti
- Durée : 106 minutes
- Dates de sortie :
  - France : 8 juin 1966[4]
  - Espagne : 13 octobre 1966

## Distribution
- Tony Russel : Patriciao / Alfonso / Zorro
- María José Alfonso : Manuela de la Riva
- Roberto Paoletti : Capitaine Gomez
- Jesús Puente : Général Esteban Garcia
- Mirella Maravidi : Alicia
- María Luisa Arias : Doña Leonor de la Riva
- Pepe Rubio : Marcel de Fregonal (as José Rubio)
- Ángela Rhu : Maria, la servante
- Agustín González : Capitaine Ambo
- Sancho Gracia : Juan, le fiancé de Manuela
- Aldo Cecconi  : Lieutenant del Sol
- José Maria Seoane : Don Antonio
- Rosita Yarza : Serafina Montson
- Enrique Navarro : Jeronimo Montson
- Enrico Salvatore : Alonzo, le majordome traitre
- Joaquín Pamplona : capitaine des gardes
- Rafael Vaquero : un officier du palais

Source :

## Production
Le tournage s'est déroulé à Colmenar Viejo.

## Accueil

### Box-office
Lors de sa sortie, le film a totalisé 544 141 entrées en France et 1 686 102 entrées en Espagne.